# Independientes en Pontedeume
Independientes en Pontedeume (a veces representado como I.E.P.) es un partido político independiente de la localidad de Puentedeume (La Coruña) España, liderado por Manuel Agras.  En coalición con el PSOE y el BNG, formó parte del Gobierno local en el intervalo de años 2003-2007. 
- Datos: Q5915204